# Divertikulitis
Divertikulítis je bolezen prebavil, pri kateri pride do vnetja divertikla, izbokline sluznice in podsluznice skozi defekt v mišični plasti debelega črevesa, običajno dela, imenovanega esasto črevo (sigmoidni kolon). Tipični simptom je nenadna bolečina v trebuhu. Lahko se pa simptomi razvijajo tudi preko več dni. Pri bolnikih v Evropi in Severni Ameriki je bolečina običajno v levem delu trebuha, medtem ko se pri bolnikih v Aziji pogosto pojavlja na desni strani. Pojavijo se lahko tudi vročina, slabost, driska ali zaprtje. Napadi divertikulitisa se lahko ponavljajo.
Vzroki divertikulitisa niso pojasnjeni. Med dejavnike tveganja spadajo debelost, telesna nedejavnost, kajenje, pojavljanje bolezni v družini in uporaba nesteroidnih protivnetnih zdravil (NSPVZ). Vloga prehranskih vlaknin ni povsem jasna. Če so v debelem črevesu prisotni divertikli, brez vnetja, govorimo o divertikulozi. Do vnetja v določenem obdobju pride pri okoli 10 do 25 % posameznikov z divertikulozo, povzroči ga pa bakterijska okužba. V diagnostiki se uporabljajo krvne preiskave, slikanje z računalniško tomografijo, kolonoskopija in rentgensko slikanje s kontastnim sredstvom. V diferencialno diagnostiko spada sindrom razdražljivega črevesa.
Tradicionalno so odsvetovali uživanje oreškov in semen, vendar znanstvenih dokazov za to, da bi tovrstna hrana negativno vplivala na divertikulitis, ni. Uradna priporočila zato ne odsvetujejo izogibanje hrani z oreški in semeni. Pri preprečevanju nadaljnjih napadov divertikulitisa pri posameznikih z divertikulozo lahko pomagata zdravili mesalazin in rifaksimin. Pri blagem divertikulitisu se priporočata uporaba peroralnih antibiotikov in uživanje tekoče hrane, pri hudih oblikah bolezni pa so lahko potrebni intravensko antibiotično zdravljenje, hospitalizacija in parenteralna prehrana. Koristi probiotikov niso jasne. Pri zapletih, kot sta tvorba ognojkov ali fistul in predrtje debelega črevesa, je lahko potreben kirurški poseg.
Bolezen se pojavlja pogosto v razvitih državah, v Afriki in Aziji pa je redka. V zahodnem svetu ima okoli 35 % posameznikov divertikulozo, v kmečkih predelih Afrike pa manj kot 1 % prebivalstva. Pri okoli 4 do 15 % posameznikov z divertikulozo se v določenem obdobju pojavi divertikulitis. Divertikulitis se pojavlja pogosteje s staranjem in je zlasti pogost pri posameznikih, starejših od 50 let. Njegova pogostnost se povečuje povsod po svetu. V letu 2003 je za posledicami divertikulitisa v Evropi umrlo okoli 13.000 ljudi.